# Françoise Hardy canta per voi in italiano
Françoise Hardy canta per voi in italiano é um álbum da cantora francesa Françoise Hardy, em que todas as canções são cantadas em italiano. Destinado ao mercado italiano, nunca foi editado na França. A edição original foi publicada em novembro de 1963, na Itália.

## Perspectiva do álbum
Em 1962, motivada pelo sucesso que obteve no território francês, a diretoria dos Discos Vogue começa sem tardar a conquista do mercado italiano. Inicialmente, lá as canções francesas são difundidas e a recepção parece favorável à adaptação para a língua italiana das músicas. Com arranjos orquestrais mais bem elaborados, a adaptação das canções em italiano é bastante diferente do seu primeiro álbum, em francês. A estratégia vale a pena: com a carisma da cantora, o fenômeno francês se repete na Itália. "Quelli della mia età" ("Tous les garçons et les filles") conquista, assim como ocorrera na França, o favoritismo do público. O álbum atinge aproximadamente o mesmo recorde de vendas. Após uma apresentação em 23 de março, representando Mônaco no Festival Eurovision com a canção "L'Amour s'en va" (ganhou a quinta posição), a adaptação "L'amore va" torna-se um sucesso notável.

## Canções
O álbum é composto por adaptações em italiano de dez canções lançadas nos dois primeiros álbuns da cantora. Essas adaptações foram escritas por Vito Pallavicini:.
– Oito canções compostas em francês por Françoise Hardy:
- L'Amour s'en va = L'amore va
- Bien Longtemps = Per tanto tempo
- C'est à l'amour auquel je pense = È all'amore che penso
- Comme tant d'autres = Una ragazza come le altre
- J'suis d'accord = Ci sto
- Saurai-je ? = Vorrei capirti
- Ton meilleur ami = Il tuo migliore amico
- Tous les garçons et les filles = Quelli della mia età

– Um cover de uma canção francesa:
- Le Temps de l’amour = L'età dell'amore

– Um cover de uma canção americana:
- Uh Oh = Oh oh Cheri

Nos anos seguintes, outras canções foram ocasionalmente adaptadas para e língua italiana. Editados numa dezena de LPs de 45 RPM, as companhias fonográficas que sucederam as repartiram em diversos álbuns de compilação. 1970 é o último ano com uma gravação em italiano.